# Allobates masniger
Allobates masniger é uma espécie de anfíbio da família Aromobatidae. Endêmica do Brasil, pode ser encontrada na região do rio Tapajós no estado do Pará.